# Мемориал в Хирошима
Мемориалът на мира в Хирошима, наричан още Купол на атомния взрив / атомната бомба или само Атомен купол или  Купола Генбаку, е в памет на жертвите от атомните бомбардировки на Хирошима и Нагасаки в края на Втората световна война, съответно на 6 и 9 август 1945 г.
За паметник служат развалините на бившия Изложбен център на Търговско-промишлената палата на Хирошима, оцелял по чудо (въпреки че се намира съвсем близо до епицентъра на взрива) от бомбардировката, довела да незабавната смърт на 70 000 души и до раняване (от радиация и облъчване) и по-късно мъчителна смърт на още 70 000 жители на града.
Руините на сградата се намират на брега на река Ота в центъра на Хирошима. Заедно с Мемориалния парк на мира на отсрещния остров в реката образува мемориален комплекс, посветен на жертвите от бомбардировките.
Въпреки възраженията на китайските и американските власти мемориалът в Хирошима е вписан в списъка на ЮНЕСКО на световното наследство през 1996 г.